# Третя дівчина
«Третя дівчина» (англ. Third Girl) — детективний роман англійської письменниці Агати Крісті, написаний в 1966 році і вперше опублікований видавництвом Collins Crime Club у тому ж році. Роман із серії про бельгійського детектива Еркюля Пуаро і письменницю Ариадні Олівер.

## Сюжет
Молода жінка на ім'я Норма Рестарик звертається до Еркюля Пуаро за допомогою. Норма вважає, що вбила людину, однак, вона не може згадати обставин злочину. Більше того, Норма не знає імені гаданої жертви, а також не пам'ятає місце, де на її думку вбила людину. 
У Пуаро склалося враження, що Норма - нервова й неврівноважена особа. Проте, Пуаро приступає до розслідування. Він методично збирає інформацію про дівчину, її життя й оточення. У розслідуванні Пуаро допомагає письменниця Аріадна Олівер. Вона зустрічалася з Нормою Рестарик на вечірці. Пуаро й Олівер виявляють, що дівчина зникла. Батько й мачуха дівчини теж не знають про її місцезнаходження. Через якийсь час Аріадна помічає Норму та її парубка в кафе. Вона повідомляє Пуаро й починає стежити за парою. Зненацька Аріадна одержує удар в голову й непритомніє. До Пуаро звертається батько Норми, Ендрю Рестарик, і просить знайти її.

## Персонажі роману
- Еркюль Пуаро — бельгійський детектив
- Аріадна Олівер — популярна письменниця
- Старший інспектор Ніл — джерело Пуаро в поліції
- Сержант Коннолі — поліціянт
- Міс Лемон — секретар Пуаро
- Доктор Джон Стиллінгфит — лікар
- Містер Гобі — приватний детектив
- Норма Рестарик — молода жінка
- Мери Рестарик — мачуха Норми
- Ендрю Рестарик — батько Норми
- Сер Родерик — дідусь Норми
- Соня — секретар Сера Родерика
- Девід Бейкер — молодий художник
- Клаудія Ріс-Голланд — сусідка Норми по квартирі
- Френсіс Кері — сусідка Норми по квартирі
- Міс Джекобс — сусідка з маєтку «Borodene Mansions»